# فؤاد نجف‌زاده
فؤاد نجف زاده(زاده ۱۳۳۱ تهران _ درگذشته مهر ۱۳۹۰) فیلمبردار و عکاس سینما، مترجم و مدرس اهل کشور ایران است.
وی فارغ‌التحصیل رشته فیلمبرداری از مدرسه عالی تلویزیون و سینما و دانشگاه هنر بود. این هنرمند وی از سال ۱۳۵۵ به عنوان فیلمبردار و عکاس تلویزیون کار خود را آغاز کرد و همزمان به تدریس عکاسی، نورپردازی و فیلمبرداری در دانشکده‌های سینمایی اشتغال داشت. وی فعالیتش در سینما را با عکاسی برای فیلم «بازی تمام شد» ساخته مهدی صباغ زاده در سال ۱۳۶۸ آغاز کرد و عکاس ۱۵ فیلم سینمایی بود. این هنرمند او از ۱۳۷۸ به عنوان فیلمبردار به استخدام صدا و سیما در آمد.

## درگذشت
فؤاد نجف زاده در مهر ماه ۱۳۹۰ و در سن ۵۹ سالگی بر اثر سکته قلبی درگذشت.

## بزرگداشت
در بهمن ماه ۱۳۹۲ نمایشگاه گروهی عکس با عنوان «فؤاد» از سوی دوستان «فؤاد نجف‌زاده» به مناسبت زادروز وی در دومین سال درگذشتش در نگارخانه‌های استاد میرمیران و پاییز خانه هنرمندان ایران برگزار شد. در این نمایشگاه ۴۶ عکاس با ۷۰ اثر در دو بخش دعوت از عکاسان مهمان و دوستان این عکاس فقید حضور داشتند.

## آثار
عکاسی فیلم
- سرزمین خورشید (۱۳۷۵)
- تعطیلات تابستانی (۱۳۷۴)
- مرد آفتابی (۱۳۷۴)
- تحفه هند (۱۳۷۳)
- کیمیا (۱۳۷۳)
- جنگ نفتکشها (۱۳۷۲)
- از بلور خون (۱۳۷۱)
- جیب برها به بهشت نمی‌روند (۱۳۷۰)
- راه و بیراه (۱۳۷۰)
- چون ابر در بهاران (۱۳۶۹)
- رنو تهران ـ ۲۹ (۱۳۶۹)
- علی و غول جنگل (۱۳۶۹)
- مجنون (۱۳۶۹)
- بازی تمام شد (۱۳۶۸)

مدیر فیلمبرداری:
- مه بانو- (۱۳۸۰)
- باو- (۱۳۶۷)
- ماجراهای خانه‌ی شماره‌ی ۱۳ (۱۳۷۵)

ترجمه کتاب:
- کار فیلمبردار سینما
- تکنیک نورپردازی در تلویزیون و سینما (همراه با حمید احمدی لاری)
- راهنمای نظریه و نقادی فیلم برای تماشاگران